# Hèkanmé
Hèkanmè est un arrondissement de Zè situé dans le département de l'Atlantique au sud du Bénin.

## Géographie

### Administration
Hèkanmè fait partie des 11 arrondissements que compte la commune de Zè. Il est composé de 10 villages et quartiers de ville que sont:
1. Agbata
2. Akpalihonou
3. Awokpa
4. Gbozounmè
5. Hèkanmè
6. Houédota
7. Houédota-Djoko
8. Houéhounta
9. Mangassa
10. Togoudo[3]

## Toponymie

### Histoire
Hèkanmé devient officiellement un arrondissement de la commune de Zè le 27 mai 2013 après la délibération et adoption par l'Assemblée nationale du Bénin en sa séance du 15 février 2013 de la loi n° 2013-O5 du 15/02/2013 portant création, organisation, attributions et fonctionnement des unités administratives locales en République du Bénin.

## Population et société

### Démographie
Selon le recensement général de la population et de l'habitation(RGPH4) conduit par l'institut national de la statistique et de l'analyse économique (INSAE), la population de Hèkanmé compte 1796 ménages pour 11248 habitants.
| Indicateurs          | 2013  |
| -------------------- | ----- |
| Nombre de ménages    | 1796  |
| Population féminine  | 5848  |
| Population masculine | 5400  |
| Population totale    | 11248 |